# Lista över stadsdelar i staden Luxemburg

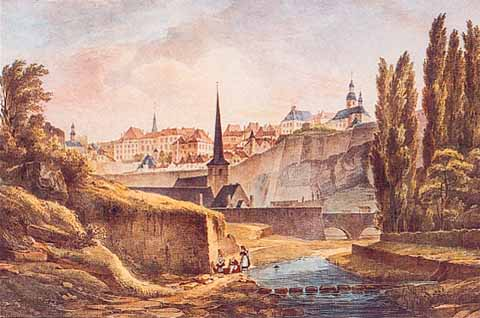
Stadsdelen Grund i Alzettes dalgång med Uewerstad i bakgrunden på målning från mellan 1800 och 1867.

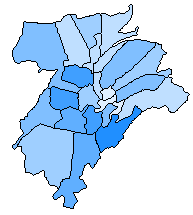
Stadsdelarna efter invånarantal, med de med störst invånarantal i mörkare färg

Lista över stadsdelar i staden Luxemburg förtecknar de 24 stadsdelar (luxemburgiska: Quartierën, franska: Quartiers, tyska: Stadtteile). Stadsdel är den minsta administrativa enheten för kommunal verksamhet i staden och kommunen Luxemburg i kantonen Luxemburg i Storhertigdömet Luxemburg.

## Stadsdelar
| Stadsdel                     | Invånarantal (31 december 2019) | Karta | Bild |
| ---------------------------- | ------------------------------- | ----- | ---- |
| Beggen                       | 3.746                           |       |      |
| Belair                       | 11 703                          |       |      |
| Norra Bonnevoie-Verlorenkost | 4.376                           |       |      |
| Södra Bonnevoie              | 12 657                          |       |      |
| Cents                        | 6.325                           |       |      |
| Cessange                     | 4.515                           |       |      |
| Clausen                      | 973                             |       |      |
| Dommeldange                  | 2.671                           |       |      |
| Eich                         | 2.905                           |       |      |
| Gare                         | 11 040                          |       |      |
| Gasperich                    | 76.077                          |       |      |
| Grund                        | 957                             |       |      |
| Hamm                         | 1.478                           |       |      |
| Hollerich                    | 7.132                           |       |      |
| Kirchberg                    | 6.238                           |       |      |
| Limpertsberg                 | 10 941                          |       |      |
| Merl                         | 6.264                           |       |      |
| Muhlenbach                   | 2.201                           |       |      |
| Neudorf-Weimershof           | 6.451                           |       |      |
| Pfaffenthal                  | 1.284                           |       |      |
| Pulvermuhl                   | 363                             |       |      |
| Rollingergrund-Norra Belair  | 4.571                           |       |      |
| Uewerstad (Gamla stan)       | 3.413                           |       |      |
| Weimerskirch                 | 2.462                           |       |      |